# هاینز پاوک
هاینز پاوک (۱۹۰۴–۱۹۸۶) فیلمنامه‌نویس آلمانی بود. او در ۸۸ سالگی درگذشت.

## فیلم‌های برگزیده
- مردی که می‌خواست دو بار زندگی کند (۱۹۵۰)
- هیاهوهای عشق (۱۹۵۱)
- کاپیتان بی بی (۱۹۵۳)
- جانی نبرادور را نجات می‌دهد (۱۹۵۳)
- دختری از فلاندر (۱۹۵۶)
- نامزدی زوریخ (۱۹۵۷)
- بیوه ملکه (۱۹۵۷)
- مسافرخانه اسپسرت (۱۹۵۸)
- ما بچه‌هایی اعجوبه هستیم (۱۹۵۸)
- ماجراجویی زیبا (۱۹۵۹)
- فرشته ای که چنگش را گرو گذاشت (۱۹۵۹)
- قلعه اشباح (۱۹۶۰)
- هراس از صحنه (۱۹۶۰)
- سایه‌ها طولانی‌تر می‌شوند (۱۹۶۱)
- سالهای ناجور شویک (۱۹۶۴)
- پراتوریوس (۱۹۶۵)